# 李枝
李枝（1491年—？），字伯材，河南省陳州府扶溝縣人，軍籍。明朝政治人物。進士出身。李夢陽之子。

## 生平
治《詩經》，行三，由國子生中式嘉靖元年（1522年）壬午科河南鄉試第六十八名舉人，年三十三歲中式嘉靖二年（1523年）癸未科會試第一百三十三名，第二甲第一百三十一名進士。官至南京工部主事。

## 家族
曾祖李忠。祖父李正，贈户部员外郎。父李夢陽，江西提学副使。母左氏。严侍下。兄李根（義官）、李木（贡士）、弟李友竹（驿丞）、李树、李楚、李梁、李枉。